# Лосинівка
Лосинівка (до 1667 року — Лосині голови) — селище в Україні, у Ніжинському районі Чернігівської області. Адміністративний центр Лосинівської селищної громади.

## Історія

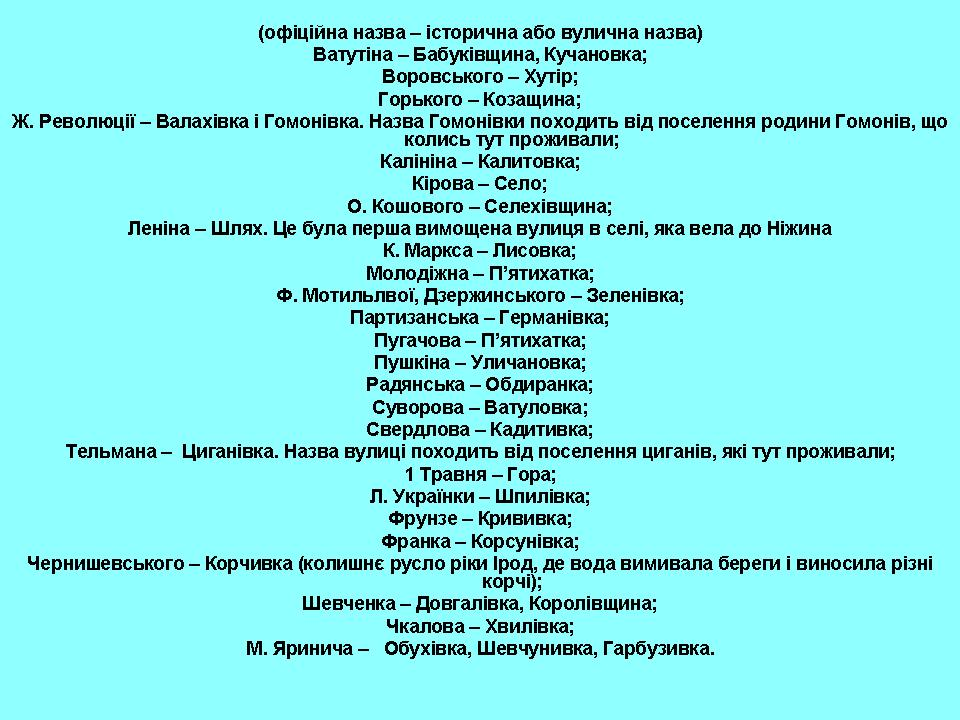
Топоніміка лосинівських вулиць

Перша згадка про Лосинівку сягає 1627 року. Раніше тут був степ. З півночі проходила річка Ірод, з'єднуючись з Удаєм та Остром. На цих землях ченці заснували слободу під назвою «Лосині Голови», яка була на місці сучасного молокозаводу. 

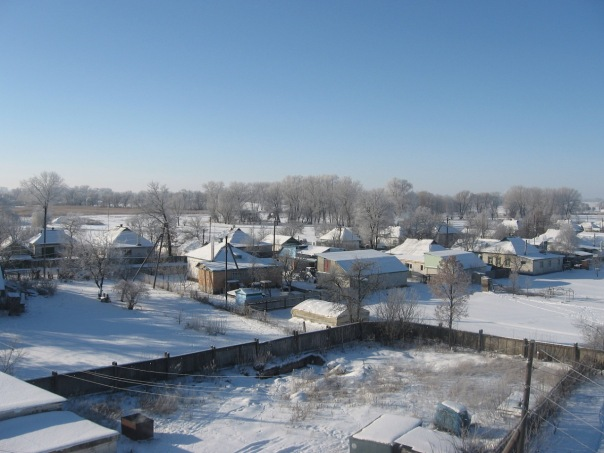
Зимова Лосинівка

Вигідні і родючі для розвитку сільського господарства землі приваблювали феодальних власників. З другої половини XVII століття ця місцевість стала належати Києво-Печерській лаврі. Як свідчить О. Лазаревський, селище Лосинівка при озерах, з яких витікає річка Дівиця, відоме з 1627 року.

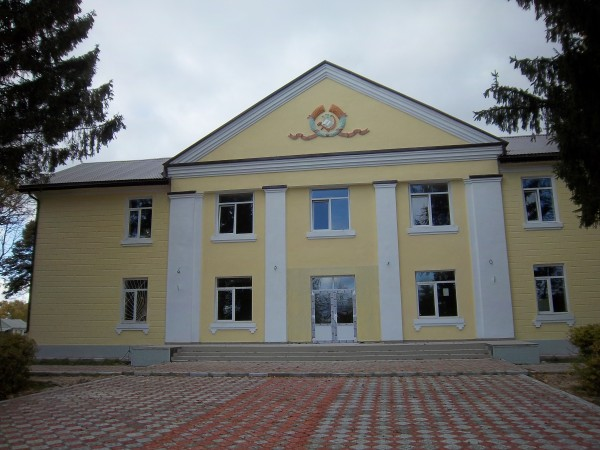
Будинок культури в смт. Лосинівці

Збереглися й інші джерела, в яких згадується, що Лосинівка відома з 1627 р. Згадується також, що від 1627 року землі в урочищі Лосині Голови, за велінням польського короля Владислава були передані власникові Чернігівського воєводства Миколі Малаховському, який згодом ці землі продав панові Чижову, а той продав ці землі панові Вишневському, скарбничому пана Угорницького.
Після смерті Угорницького його вдова, Катерина Угорницька, у 1687 році заснувала Омбиський монастир у селі Омбиш, а ще раніше у 1649 році вона приєднала також частину Лосинівських земель. Ці землі лежали при озерах у верхів'ї річки Дівиці, близько від села Данини. У довжину землі простягалися в напрямку села Талалаївки, через могилу, що називається Луста. На південь землі Лосинівки лежали аж до села Сальне.
Населений пункт Nisiowka біля витоку річки Dewicze позначено на «Спеціальному та докладному плані України…» де Боплана (1650) та на пізніших мапах. Імовірно, малася на увазі Лосинівка.
У період національно-визвольної боротьби під проводом Богдана Хмельницького вибухнуло повстання селян у селі Омбиш проти Катерини Угорницької, і вона була змушена тимчасово втекти до Києво-Печерської лаври. У 1649 р. лосинівські землі знову повністю перейшли до відання Угорницької.

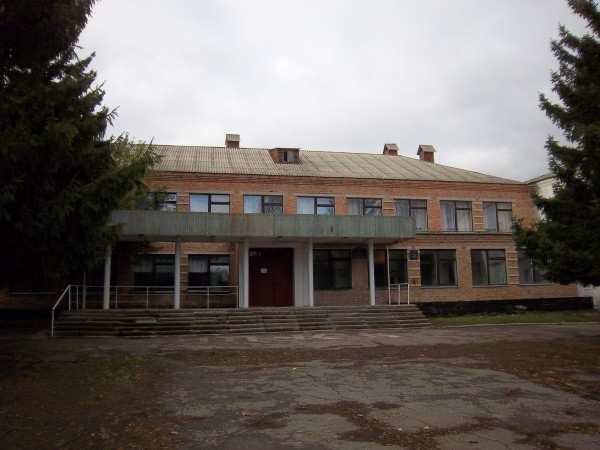
Новий корпус школи

У процесі слідства, проведеного у 1717 році генеральним суддею Чернишем про спірний лосинівський степ, вміщено такий документ: «Я, Катерина Угорницька, дружина скарбника чернігівського, маючи маєтності свої, названі Омбиш і Лосинівка, що лежать у Чернігівському воєводстві в тракті Ніжинському з усіма угіддями, з грантами і всіма повинностями, з інвентарем, дарую навічно Києво-Печерській лаврі».
З документа видно, за такі послуги Угорницьку було поховано на подвір'ї Києво-Печерської лаври.
У другій половині XVII ст. — першій половині XVIII ст. Лосинівка поступово розросталася. У цей час розвивався чумацький промисел в Україні, а тому сусіди Лосинівки — жителі міста Ніжина і містечка Носівки їздили до Коломиї, а також до Криму по сіль. Жителі Лосинівки теж користувалися нагодою діставати сіль від своїх сусідів. Сіль коломийці продавали за значно вищу ціну, ніж вона їм коштувала.

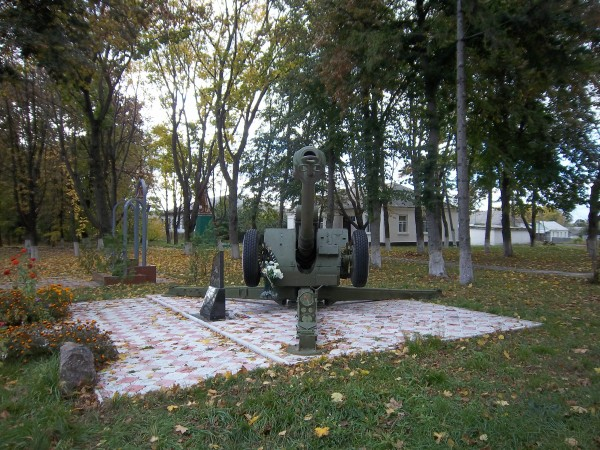
Пам'ятник воїнам-афганцям

У 1733 році в Лосинівці було збудовано дерев'яну церкву на честь апостола і євангеліста Івана Богослова, яка була у віданні Омбиського монастиря. У 1736 році в Лосинівці нараховувалось уже 110 дворів, з яких 103 були «убогими», себто такими, що мали лише одні городи. Годувались «убого», працювали на багачів.
У 1781 році кількість дворів у Лосинівці вже зросла до 225, а в січні 1796 р. у Лосинівці вже нараховувалося 875 селянських душ.
Приблизно до 80-х рр. XVIII століття за царювання Катерини ІІ, землі навколо Лосинівки належали Києво-Печерській лаврі, а потім були передані Ніжинській повітовій управі.
На початку XIX століття частина лосинівських земель біля хутора Погребець перебувала в руках якогось Івана Юрковського, який жив у Ніжині. Другим власником лосинівських земель був ніжинський поштовий обозний Данило Тарасович, який також володів землями біля хутора Погребець, або як його пізніше стали називати Тарасів хутір.

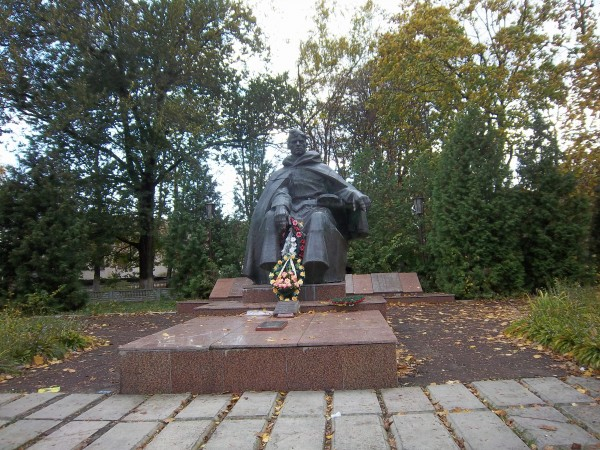
Пам'ятник невідомому солдатові

Ці два землевласники до 1834 року щорічно таємно, по ночам, прирізали собі селянські землі. Тому селяни писали скарги Чернігівському, Полтавському і Харківському генерал-губернаторам, а також до Ніжинської повітової управи.
Хоч на території Лосинівки поміщицьких маєтків не було, але селянство терпіло всілякі інші форми гніту. Не ліквідувала феодальних відносин і селянська реформа 1861 року, вона тільки посилила розшарування селян.
У 1866 році в Лосинівці нараховувалося 652 двори козацьких і казенних селян. Бідняки становили більшість населення. Основним заняттям людей було сільське господарство, розвивалися ремесла, зростала роль торгівлі, зокрема двічі на рік відбувалися ярмарки.
Упродовж 45 років і аж до Першої світової війни значних змін ув економічному і культурному житті селища Лосинівки майже не відбулося. Не було культурно-освітніх і медичних закладів. Хоча насправді початкові земські школи організовувалися і в 1872 р., 
```
і в 1896
 
р., і в 1904
 
р., і в 1917.
```

У 1888 році в Лосинівці збудовано велику п'ятикупольну церкву на честь Пресвятої Трійці. Пізніше, у 1914 році біля старої дерев'яної церкви було збудовано і освячено нову муровану Івано-Богословську церкву, а стару церкву планували перенести до х. Гармащина.

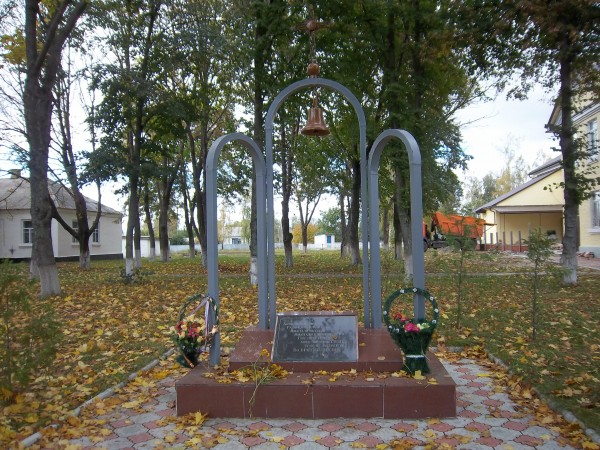
Пам'ятник чорнобильцям

Станом на кінець XIX століття, себто в 1880 році в Лосинівці нараховувалось орної землі 5921,5 десятин, яка була розподілена між державними селянами на сімнадцяти відрубних ділянках, де до кінця XIX століття утримувався общинний переділ ділянок землі.
У 1897 р. в Лосинівці вже нараховувалося 1202 двори з населенням 6554 особи, були дві земська школа і три ярмарки на рік. У квітні 1916 року в Лосинівці було відкрито поштове відділення. Під час Першої світової війни було мобілізовано працездатне населення і багато робочої худоби, унаслідок чого господарство занепало, значні площі землі залишилися незасіяними.
Після більшовицького перевороту 1917 року, у січні 1918 року владу в Лосинівці захопили більшовики, її було відновлено двічі в 1919 році.
29 квітня 1921 року загін махновців перебив підрозділ Ніжинської повітової міліції під селом Дорогинкою, потім увійшов до Безуглівки, звідти до Лосинівки.

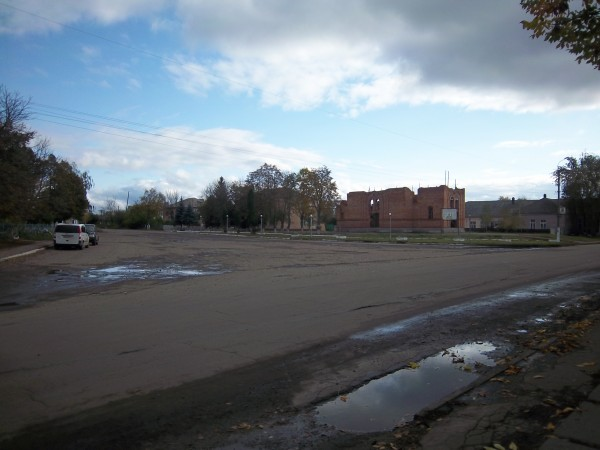
Площа в центрі села

У 1923 році село Лосинівка отримала статус районного центру. Територія земель Лосинівки разом із хутором Погребець у 1925 році дорівнювала 78,8 кв. верст, або 7734 десятини землі. На той час у Лосинівці й Погребці нараховувалося 1704 двори з населенням 19 671 особа. Насправді станом на 1923 рік у Лосинівці - 1558 дворів та 9562 особа. У Погребці - 70 дворів, 429 мешканців.
Промисловість була дрібна і здебільшого перебувала в приватновласницьких руках. Про це свідчать така характеристика промисловості і культурно-освітніх закладів. Був один паровий млин, кілька вітряків, 10 кузень, 4 початкові школи, з них одна чотирирічна, і три трирічні, була також лікарня, сільське споживче товариство.
Під час колективізації в 1930—1932 роках на території шести громад Лосинівки утворилося шість колгоспів, а саме:
1. «Боротьба»
2. «Зелена діброва»
3. «Перше травня»
4. «Вільний пролетар»
5. «Червоний шлях»
6. «Ленінський шлях»

У 1930 р. було побудовано нове двоповерхове приміщення школи на 280 учнівських місць, а вже у 1939 р. побудовано друге приміщення школи теж на 280 учнівських місць, і будинок райкому партії, ветеринарна лікарня, парня, декілька житлових будинків. З 1934 року в Лосинівці вже існувала середня школа, яка в 1937 році зробила перший випуск десятого класу.
Під час організованого радянською владою Голодомору 1932—1933 років померло щонайменше 56 жителів селища.
Після початку німецько-радянської війни в 1941 р. було евакуйовано партійну частину жителів Лосинівки. Червона армія ганебно відступала, а тому у вересні 1941 р. селище було окуповане. За період війни було зруйновано колгоспи, МТС, пошкоджено приміщення школи, спалено три будинки, в тому числі приміщення залізничної станції. Окрім того припинила свою роботу лікарня. До Німеччини було вивезено 25 жителів села, знищено 24 особи.

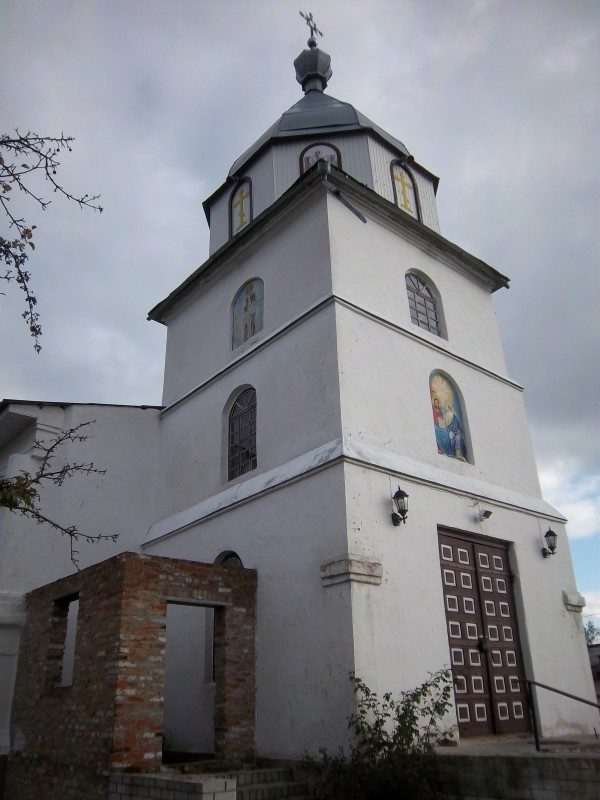
Свято-Троїцька церква

Реокупація Лосинівки відбулася 15 вересня 1943 р. (в оперативному зведенні Верховного головнокомандувача збройних сил СРСР від 17 вересня 1943 року мовилося, що на Київському напрямку радянські війська, продовжуючи розвивати наступ, зайняли понад 130 населених пунктів, в тому числі районний центр Чернігівської області Лосинівку.
Після повернення російських загарбників було розпочато відбудову господарства, зокрема відновлено всі колгоспи селища, МТС, школи, лікарні, будинки культури та інші установи Лосинівки.
У 1958 році районний центр Лосинівка отримав статус селища міського типу.
У 1962 році внаслідок Адміністративно-територіальної реформи Лосинівський район було ліквідовано, а Лосинівку включено до складу Ніжинського району.
Упродовж 60-80-х рр. XX століття було побудовано і введено до експлуатації цегельню, маслозавод, інкубаторна станція, сільгосптехніку, філія Ніжинського райпобуткомбінату, хлібопекарня.
Розташоване за 30 км від райцентру та 6 км від однойменної залізничної станції. Населення понад 4 тис. осіб. Згадується 1626 р. у документі про передання королем Польщі Владиславом IV частини урочища Лосині Голови шляхтичеві Малаховському. З часом, в урочищі Лосині Голови ченці Києво-Печерської лаври заснували слободу з такою назвою. У XVIII ст., коли слобода стала дворянською власністю, вона отримала сучасну назву Лосинівка.

## Населення
Населення — переважно українці, ≈1 % — білоруси та росіяни.

### Чисельність населення
| 1959 | 1979 | 1989 | 2001 | 2010 | 2020 | 2025 |
| ---- | ---- | ---- | ---- | ---- | ---- | ---- |
| 6149 | 5464 | 4846 | 4515 | 4235 | 3706 | 3327 |

### Мова
Розподіл населення за рідною мовою за даними перепису 2001 року:
| Мова       | Кількість | Відсоток |
| ---------- | --------- | -------- |
| українська | 4452      | 99.29%   |
| російська  | 30        | 0.67%    |
| білоруська | 1         | 0.02%    |
| вірменська | 1         | 0.02%    |
| Усього     | 4484      | 100%     |

## Троїцька церква

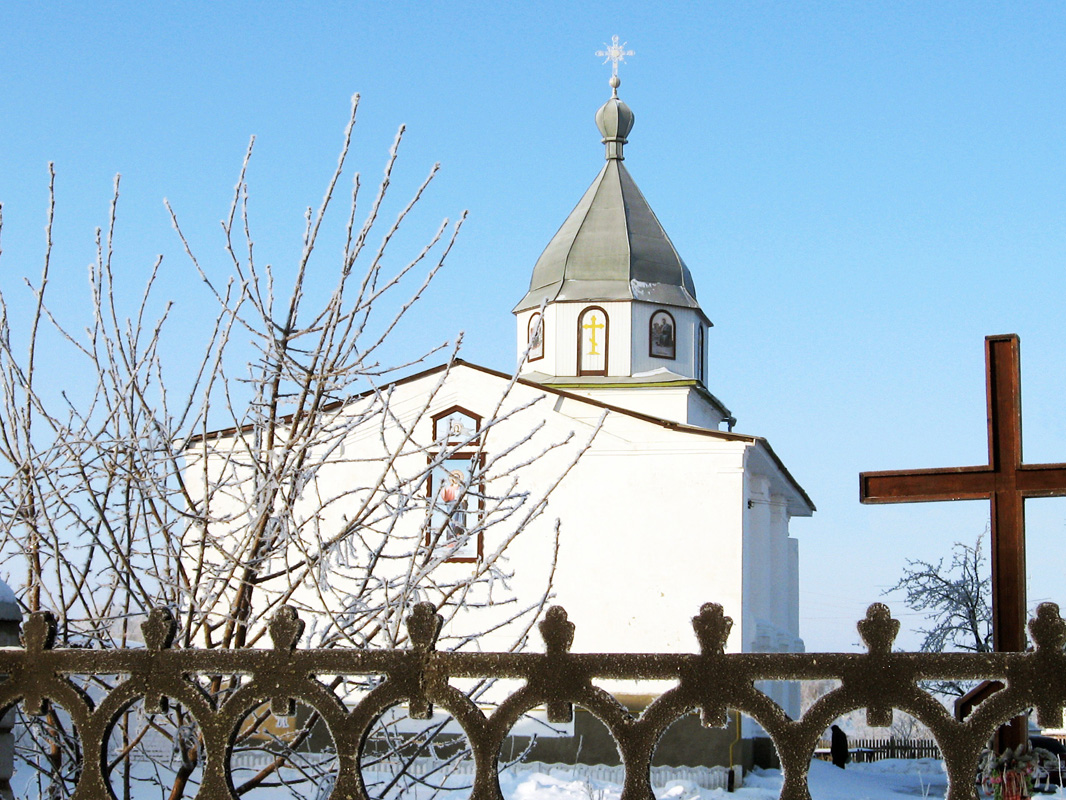
Свято-Троїцька церква 1888 р.

Свято-Троїцька церква в Лосинівці на Ніжинщині будувалася впродовж 18 років і була освячена на свято П'ятидесятниці у 1888 році. Великий п'ятибаневий собор проіснував, на жаль, не більше п'ятдесяти років.
У 30-ті роки минулого століття храм був закритий безбожною владою. Деякі ікони, а також дзвони були дбайливо збережені вірянами і згодом передані церкві, інші святині були розграбовані та знищені. Тривалий час у приміщенні церкви розміщувалися електростанція, склад і господарський магазин.

## Видатні земляки
- Верьовка Степан Гурович — заслужений лікар УРСР;
- Верьовка Марфа Іванівна — заслужена вчителька УРСР.
- Єдомаха Микола Іванович — режисер, педагог, автор та ведучий ТВО «Промінь», засл. арт. України (2001).
- Зубок Андрій Павлович — заслужений працівник культури;
- Ілляшенко Василь Григорович — заслужений вчитель УРСР;
- Кошарний Іван Якович — історик, д-р істор. н. (1972); учасник 2-ї світ. війни, бойові нагороди.
- Кудлай Алла Петрівна — естрадна українська співачка, народна артистка України;
- Мороз Іван Фодорович — заслужений працівник сільського господарства;
- Руденко Михайло Іванович — член спілки письменників;